# Линденбаум, Василий Фёдорович
Василий (Вильгельм) Фёдорович Линденбаум (1839—1895) — русский хирург и педагог немецкого происхождения, основоположник хирургии в Ярославле. Дед биохимика Владимира Александровича Энгельгардта.

## Биография
Родился 7 (19) мая 1839 года в семье немцев-иммигрантов. Отец занимался торговлей и умер, когда Василию было 7 лет. Мать, получившая университетское образование, работала гувернанткой в богатой семье. После смерти мужа она открыла пансион для девочек. Василий был определён во Французский аристократический пансион, принадлежавший его дяде, одновременно он посещал классическую гимназию. Когда ему было 12 лет умерла мать, в 15 лет он оставил пансион и гимназию и стал зарабатывать репетиторством по иностранным языкам.
В 1861 году окончил медицинский факультет Московского университета в звании лекаря. В течение четырёх лет работал городовым врачом в Устюжне Новгородской губернии. Затем в течение двух лет работал в университетах и клиниках Германии. Возвратившись, работал вначале городовым врачом в городе Кадникове Вологодской губернии, затем три года земским врачом в городе Рыбинске Ярославской губернии, где заведовал больницей.
27 мая 1867 года в Московском университете защитил диссертацию «О новообразованиях гортани», получив звание доктора медицины. Недолго преподавал в Московском университете в должности приват-доцента кафедры кожно-венерических болезней. Результатом изучения дерматологических заболеваний и сифилиса стала работа «Наблюдения из дерматологической клиники профессора Герба».
Получил место старшего врача Ярославской губернской земской больницы. Ознакомившись, будучи за границей, с методом антисептики Листера, Линденбаум переустроил и переоборудовал хирургическое отделение, в 1877 году применил метод Листера на практике. Внедрение антисептики, значительно способствуя улучшению исходов хирургических операций, сильно увеличило их количество. В 1879—1881 годах по семейным обстоятельствам не работал, зато успел ещё раз посетить заграницу. Добился открытия двух новых отделений хирургического профиля — глазного и гинекологического, практически полностью реформировал психиатрическую лечебницу, втрое увеличил штат самой губернской больницы. Активный член Общества ярославских врачей.
В 1894 году был награждён орденом Святого Владимира 4-й степени.
Умер от склероза венечных сосудов сердца 3 апреля 1895 года. По другим сведениям он скончался 2 мая 1895 года и был похоронен на Леонтьевском кладбище.